# Louis Goaziou
Louis Goaziou nacido en Scrignac en Francia el 22 de febrero de 1864 y fallecido en Charleroi en Pensilvania el 31 de marzo de 1937 es un activista francés, figura del movimiento revolucionario franco-estadounidense. Masón, es el fundador y líder de la Federación Estadounidense de la Orden Masónica Mixta Internacional "El Derecho Humano" .

## Biografía
Louis Goaziou nació en una familia humilde, hijo de un fabricante de zuecos y una mercera viajera. Fue uno de diez hermanos, de los cuales seis fallecieron a temprana edad. Su madre murió cuando él tenía solo dos años. Asistió a la escuela del pueblo antes de ser enviado a una institución religiosa, aparentemente encaminado al sacerdocio. Sin embargo, decidió alejarse de esta vocación, aunque mantuvo una sólida formación cultural.
En 1883, a los 16 años, emigró de Francia a los Estados Unidos, estableciéndose en Houtzdale, Pensilvania, donde comenzó a trabajar como minero subterráneo. Las duras condiciones laborales y las dificultades económicas casi lo llevaron a regresar a Francia. Sin embargo, en 1926 conoció a una joven emigrante belga, Marie Bourgeois, con quien se casó el 28 de agosto de 1883. Finalmente, se estableció de forma definitiva en suelo estadounidense. De este matrimonio nacieron tres hijos.